# ويليام أوسبورن كوبر
ويليام أوسبورن كوبر (13 فبراير 1891 بأديلايد في أستراليا - 28 يونيو 1930) (بالإنجليزية: William Osborne Cooper)‏ هو لاعب كريكت أسترالي.

## وصلات خارجية
- ويليام أوسبورن كوبر على موقع إي آس بي آن كريك إنفو (الإنجليزية)